# Stonington, Connecticut
Stonington, kommun (town) i New London County, i delstaten Connecticut, USA med cirka 17 906 invånare (2000). Den har enligt United States Census Bureau en area på 129,5 km².